# Campionato mondiale di hockey su ghiaccio - Seconda Divisione 2010
Il Campionato mondiale di hockey su ghiaccio - Seconda Divisione 2010 è stato un torneo di hockey su ghiaccio organizzato dall'International Ice Hockey Federation. Il torneo si è disputato fra il 10 e il 17 aprile 2010. Le dodici squadre partecipanti sono state divise in due gironi da sei ciascuno. Il torneo del Gruppo A si è svolto nella città di Città del Messico, in Messico. Le partite del Gruppo B invece si sono disputate a Tallinn, in Estonia. La Spagna ha vinto il Gruppo A mentre l'Estonia il Gruppo B, garantendosi così la partecipazione al Campionato mondiale di hockey su ghiaccio - Prima Divisione 2011. Al contrario la Turchia e Israele, giunte all'ultimo posto dei rispettivi gironi, sono state retrocesse per il 2011 in Terza Divisione. L'Irlanda e la Corea del Nord, vincitrici dei due gironi della Terza Divisione, sostituiscono nel 2011 la Turchia e Israele.

## Partecipanti

### Gruppo A
| Nazionale | Qualificazione                                                 |
| --------- | -------------------------------------------------------------- |
| Australia | Sesta e retrocessa dalla Prima Divisione - Gruppo A del 2009.  |
| Belgio    | Secondo nella Seconda Divisione - Gruppo B del 2009.           |
| Spagna    | Terza nella Seconda Divisione - Gruppo B del 2009.             |
| Bulgaria  | Quarta nella Seconda Divisione - Gruppo B del 2009.            |
| Messico   | Ospitante, quinto nella Seconda Divisione - Gruppo B del 2009. |
| Turchia   | Seconda e promossa dalla Terza Divisione del 2009.             |

### Gruppo B
| Nazionale     | Qualificazione                                                  |
| ------------- | --------------------------------------------------------------- |
| Romania       | Sesta e retrocessa dalla Prima Divisione - Gruppo B del 2009.   |
| Estonia       | Ospitante, seconda nella Seconda Divisione - Gruppo A del 2009. |
| Cina          | Terza nella Seconda Divisione - Gruppo A del 2009.              |
| Islanda       | Quarta nella Seconda Divisione - Gruppo A del 2009.             |
| Israele       | Quinta nella Seconda Divisione - Gruppo A del 2009.             |
| Nuova Zelanda | Prima e promossa dalla Terza Divisione del 2009.                |

## Gruppo A

### Incontri
| Città del Messico 11 aprile 2010, ore 13:00 | Spagna | 6 – 0 (2-0; 1-0; 3-0) referto | Australia | Lomas Verdes (640 spett.) |

| Città del Messico 11 aprile 2010, ore 16:30 | Turchia | 3 – 12 (0-4; 2-2; 1-6) referto | Bulgaria | Lomas Verdes (750 spett.) |

| Città del Messico 11 aprile 2010, ore 20:00 | Belgio | 5 – 2 (2-1; 2-0; 1-1) referto | Messico | Lomas Verdes (2.400 spett.) |

| Città del Messico 12 aprile 2010, ore 13:00 | Australia | 11 – 4 (3-0; 6-3; 2-1) referto | Bulgaria | Lomas Verdes (100 spett.) |

| Città del Messico 12 aprile 2010, ore 16:30 | Belgio | 1 – 6 (0-0; 1-2; 0-4) referto | Spagna | Lomas Verdes (200 spett.) |

| Città del Messico 12 aprile 2010, ore 20:00 | Messico | 9 – 2 (2-1; 3-1; 4-0) referto | Turchia | Lomas Verdes (1.000 spett.) |

| Città del Messico 14 aprile 2010, ore 13:00 | Belgio | 13 – 1 (3-1; 6-0; 4-0) referto | Turchia | Lomas Verdes (100 spett.) |

| Città del Messico 14 aprile 2010, ore 16:30 | Spagna | 10 – 3 (3-2; 1-0; 6-1) referto | Bulgaria | Lomas Verdes (200 spett.) |

| Città del Messico 14 aprile 2010, ore 20:00 | Australia | 5 – 2 (3-1; 0-0; 2-1) referto | Messico | Lomas Verdes (2.000 spett.) |

| Città del Messico 16 aprile 2010, ore 13:00 | Bulgaria | 4 – 5 (1-3; 3-1; 0-1) referto | Belgio | Lomas Verdes (150 spett.) |

| Città del Messico 16 aprile 2010, ore 16:30 | Turchia | 1 – 10 (0-3; 0-4; 1-3) referto | Australia | Lomas Verdes (500 spett.) |

| Città del Messico 16 aprile 2010, ore 20:00 | Messico | 2 – 4 (0-1; 1-1; 1-2) referto | Spagna | Lomas Verdes (3.000 spett.) |

| Città del Messico 17 aprile 2010, ore 13:00 | Australia | 5 – 2 (3-1; 2-0; 0-1) referto | Belgio | Lomas Verdes (200 spett.) |

| Città del Messico 17 aprile 2010, ore 16:30 | Spagna | 9 – 1 (6-0; 1-0; 2-1) referto | Turchia | Lomas Verdes (500 spett.) |

| Città del Messico 17 aprile 2010, ore 20:00 | Bulgaria | 5 – 2 (4-1; 0-0; 1-1) referto | Messico | Lomas Verdes (3.000 spett.) |

### Classifica
| Pos. |           | PG | V | VOT | POT | P | GF | GS | DR  | Pt |
| 1.   | Spagna    | 5  | 5 | 0   | 0   | 0 | 35 | 7  | +28 | 15 |
| 2.   | Australia | 5  | 4 | 0   | 0   | 1 | 31 | 15 | +16 | 12 |
| 3.   | Belgio    | 5  | 3 | 0   | 0   | 2 | 26 | 18 | +8  | 9  |
| 4.   | Bulgaria  | 5  | 2 | 0   | 0   | 3 | 28 | 31 | -3  | 6  |
| 5.   | Messico   | 5  | 1 | 0   | 0   | 4 | 17 | 21 | -4  | 3  |
| 6.   | Turchia   | 5  | 0 | 0   | 0   | 5 | 8  | 53 | -45 | 0  |

### Riconoscimenti individuali
- Miglior portiere: Andres de la Garma -  Messico
- Miglior attaccante: Juan Muñoz -  Spagna
- Miglior difensore: Anthony Wilson -  Australia

### Classifica marcatori
| Giocatore          | PG | G  | A  | Pt | +/- | MP |
| ------------------ | -- | -- | -- | -- | --- | -- |
| Juan Muñoz         | 5  | 10 | 6  | 16 | +13 | 4  |
| Alexei Yotov       | 5  | 8  | 7  | 15 | +10 | 12 |
| Stanislav Muhachov | 5  | 7  | 8  | 15 | +9  | 6  |
| Alejandro Pedraz   | 5  | 2  | 10 | 12 | +11 | 0  |
| Brian Arroyo       | 5  | 5  | 6  | 11 | 0   | 2  |
| Sven van Buren     | 5  | 7  | 3  | 10 | +3  | 14 |
| Lliam Webster      | 5  | 7  | 2  | 9  | +5  | 12 |
| Mitch Morgan       | 5  | 6  | 3  | 9  | +6  | 6  |
| Adrian Betran      | 5  | 3  | 6  | 9  | +15 | 2  |
| Vincent Morgan     | 5  | 2  | 7  | 9  | +5  | 6  |

Fonte: IIHF.com

### Classifica portieri
| Giocatore           | Min    | TC  | GS | SO | MGS  | Sv%   |
| ------------------- | ------ | --- | -- | -- | ---- | ----- |
| Ander Alcaine       | 240:00 | 136 | 6  | 1  | 1.50 | 95.59 |
| Matthew Ezzy        | 180:00 | 150 | 10 | 0  | 3.33 | 93.33 |
| Anthony Kimlin      | 120:00 | 120 | 5  | 0  | 2.50 | 91.67 |
| Konstantin Mihaylov | 271:21 | 270 | 24 | 0  | 5.31 | 91.11 |
| Andres de la Garma  | 178:09 | 94  | 12 | 0  | 4.04 | 87.23 |

Fonte: IIHF.com

## Gruppo B

### Incontri
| Tallinn 10 aprile 2010, ore 13:00 | Nuova Zelanda | 1 – 3 (0-0; 0-2; 1-1) referto | Islanda | Kreenholm Ice Hall (138 spett.) |

| Tallinn 10 aprile 2010, ore 16:30 | Cina | 3 – 4 (2-0; 1-1; 0-3) referto | Romania | Kreenholm Ice Hall (253 spett.) |

| Tallinn 10 aprile 2010, ore 20:00 | Estonia | 17 – 3 (5-0; 4-2; 8-1) referto | Israele | Kreenholm Ice Hall (852 spett.) |

| Tallinn 11 aprile 2010, ore 13:00 | Romania | 8 – 3 (2-0; 2-1; 4-2) referto | Islanda | Kreenholm Ice Hall (88 spett.) |

| Tallinn 11 aprile 2010, ore 16:30 | Israele | 4 – 5 (0-1; 3-3; 1-1) referto | Nuova Zelanda | Kreenholm Ice Hall |

| Tallinn 11 aprile 2010, ore 20:00 | Estonia | 15 – 0 (5-0; 6-0; 4-0) referto | Cina | Kreenholm Ice Hall (1.267 spett.) |

| Tallinn 13 aprile 2010, ore 13:00 | Romania | 20 – 0 (7-0; 8-0; 5-0) referto | Israele | Kreenholm Ice Hall (87 spett.) |

| Tallinn 13 aprile 2010, ore 16:30 | Cina | 1 – 3 (0-0; 0-1; 1-2) referto | Islanda | Kreenholm Ice Hall (134 spett.) |

| Tallinn 13 aprile 2010, ore 20:00 | Estonia | 17 – 0 (3-0; 8-0; 6-0) referto | Nuova Zelanda | Kreenholm Ice Hall |

| Tallinn 14 aprile 2010, ore 13:00 | Israele | 2 – 7 (2-2; 0-1; 0-4) referto | Cina | Kreenholm Ice Hall (104 spett.) |

| Tallinn 14 aprile 2010, ore 16:30 | Nuova Zelanda | 1 – 14 (0-2; 1-8; 0-4) referto | Romania | Kreenholm Ice Hall (147 spett.) |

| Tallinn 14 aprile 2010, ore 20:00 | Islanda | 1 – 6 (1-3; 0-1; 0-2) referto | Estonia | Kreenholm Ice Hall (683 spett.) |

| Tallinn 16 aprile 2010, ore 13:00 | Cina | 1 – 2 (0-1; 1-0; 0-1) referto | Nuova Zelanda | Kreenholm Ice Hall (83 spett.) |

| Tallinn 16 aprile 2010, ore 16:30 | Islanda | 6 – 2 (3-0; 1-2; 2-0) referto | Israele | Kreenholm Ice Hall (97 spett.) |

| Tallinn 16 aprile 2010, ore 20:00 | Romania | 1 – 7 (0-2; 1-4; 0-1) referto | Estonia | Kreenholm Ice Hall |

### Classifica
| Pos. |               | PG | V | VOT | POT | P | GF | GS | DR  | Pt |
| 1.   | Estonia       | 5  | 5 | 0   | 0   | 0 | 62 | 5  | +57 | 15 |
| 2.   | Romania       | 5  | 4 | 0   | 0   | 1 | 47 | 14 | +33 | 12 |
| 3.   | Islanda       | 5  | 3 | 0   | 0   | 2 | 16 | 18 | -2  | 9  |
| 4.   | Nuova Zelanda | 5  | 2 | 0   | 0   | 3 | 9  | 39 | -30 | 6  |
| 5.   | Cina          | 5  | 1 | 0   | 0   | 4 | 12 | 26 | -14 | 3  |
| 6.   | Israele       | 5  | 0 | 0   | 0   | 5 | 11 | 55 | -44 | 0  |

### Riconoscimenti individuali
- Miglior portiere: Mark Rajevski -  Estonia
- Miglior attaccante: Andrei Makrov -  Estonia
- Miglior difensore: Dmitri Suur -  Estonia

### Classifica marcatori
| Giocatore         | PG | G  | A  | Pt | +/- | MP |
| ----------------- | -- | -- | -- | -- | --- | -- |
| Andrei Makrov     | 5  | 14 | 14 | 28 | +21 | 12 |
| Dmitri Suur       | 5  | 5  | 13 | 18 | +17 | 2  |
| Aleksandr Petrov  | 5  | 6  | 11 | 17 | +19 | 4  |
| Emil Alengaard    | 5  | 6  | 6  | 12 | +1  | 8  |
| Maksim Ivanov     | 5  | 4  | 8  | 12 | +14 | 6  |
| Anton Nekrassov   | 5  | 8  | 3  | 11 | +13 | 0  |
| Maksim Semjonov   | 5  | 4  | 7  | 11 | +14 | 2  |
| Csanad Virag      | 5  | 6  | 4  | 10 | +11 | 12 |
| Vassili Titarenko | 5  | 4  | 5  | 9  | +8  | 0  |
| Sergei Frenkel    | 5  | 5  | 3  | 8  | -12 | 6  |
| Ede Mihaly        | 5  | 5  | 3  | 8  | +8  | 4  |

Fonte: IIHF.com

### Classifica portieri
| Giocatore              | Min    | TC  | GS | SO | MGS  | Sv%   |
| ---------------------- | ------ | --- | -- | -- | ---- | ----- |
| Mark Rajevski          | 240:00 | 89  | 2  | 2  | 0.50 | 97.75 |
| Xie Ming               | 120:00 | 52  | 4  | 0  | 2.00 | 92.31 |
| Dennis Hedstrom        | 240:00 | 141 | 12 | 0  | 3.00 | 91.49 |
| Adrian Catrinoi Cornea | 188:29 | 101 | 12 | 0  | 3.82 | 88.12 |
| Liu Xue                | 180:00 | 168 | 22 | 0  | 7.33 | 86.90 |

Fonte: IIHF.com